# 再次心動
《再次心動》是美国摇滚乐队共和世代的一首歌曲，收录于他们的第3张录音室专辑《原始天性》中，并于2012年8月10日在《早安美國》首播。歌曲由瑞恩·泰德、布倫特·庫澤、德鲁·布朗和諾爾·贊卡內拉创作与制作。歌曲的歌词与回归自我，拥抱人生相关，其创作由马拉维与危地马拉偏远村镇儿童的心跳启发。
歌曲发行后获得了乐评的好评。乐评称赞其旋律“抓耳”，能在盛大节日引起大众合唱。部分乐评将本歌曲与芙蘿倫絲機進份子的《Dog Days Are Over》进行比较。歌曲在北美取得了一般的商业成绩，在《告示牌》百强单曲榜最高排第36位。在欧洲，歌曲则较为热门，其在德国媒体控制榜最高排第9名。
《再次心動》取得的全部销售收入全部捐献给了拯救儿童基金会的“每一次的重要跳动”（Every Beat Matters）活动，以帮助培训全球各地的医疗工作者。歌曲是2013年电影《好景当前》的预告片插曲。

## 背景与创作
《再次心動》由瑞恩·泰德、布倫特·庫澤、德鲁·布朗和諾爾·贊卡內拉创作，其制作主要由泰德完成。泰德表示，这是一首“非常快节奏的歌曲，有许多受福音影响的元素”，其歌词“与远离那些我们之前做过的各种事情”相关。“不管出于什么理由，这首歌曲都有与我产生共鸣的东西，我感觉我真想尽可能地让自己的歌都有这种氛围。”
泰德称乐队偶然发现了拯救儿童基金会，而基金会给乐队播放的马拉维与危地马拉偏远村镇儿童的心跳启发了乐队完成了歌曲歌词的创作。

“最开始我们只写了这首歌的开头。然后我们看到了拯救儿童基金会。我又刚好觉得我们作为一个乐队，在这张专辑中只是专注于做一些服务于大目标的东西，而不只是写出一首新歌。我们拼命创作热门歌曲，抑或不断尝试着成为模范，一段时间后就感觉‘等等，我们做这个干嘛？’拯救儿童基金会对我们的行动产生了重大影响，我们将会通过捐献歌曲的销售额来帮助一些孩子。它也让我们完成了歌词的创作。”

## 词曲
《再次心動》是一首快节奏的歌曲，其旋律与乐队先前的歌曲《美好人生》、《佇足凝視》、《抱歉》与《正確行動》类似。歌曲的歌词与回归自我，拥抱人生相关。歌曲副歌围绕着将“孤单的灵魂”变为一个再次拥有爱的能力的人展开。 

## 发行
《再次心動》于2012年8月10日在美国广播公司电视节目《早安美國》首播。同月22日，歌曲在电台首播。27日，歌曲在iTunes发行。歌曲取得的全部销售收入全部捐献给了拯救儿童基金会的“每一次的重要跳动”活动，以帮助培训全球各地的医疗工作者。歌曲是2013年电影《好景当前》的预告片插曲。

## 乐评

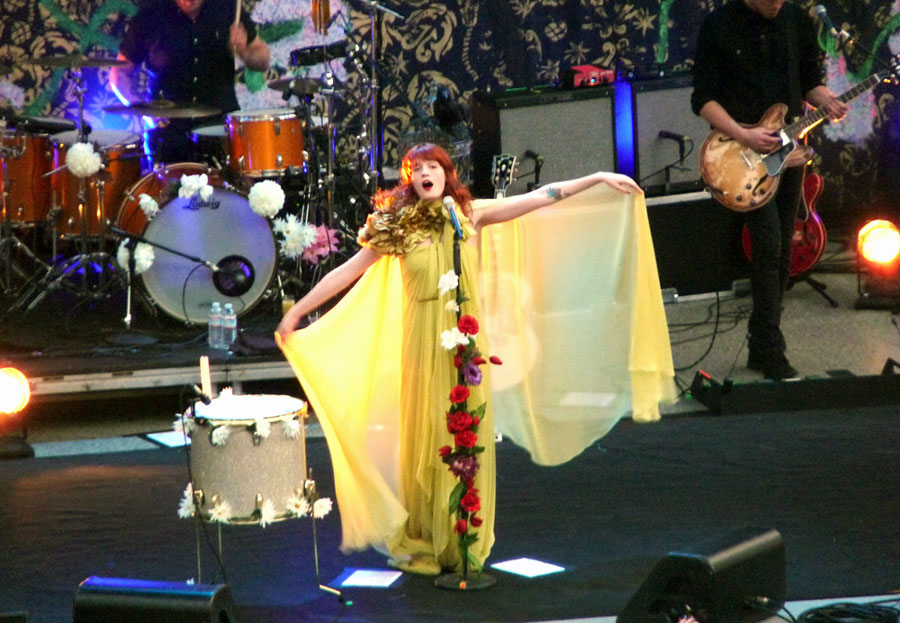
一些乐评认为本歌曲与芙蘿倫絲機進份子的歌曲《Dog Days Are Over》相似。

歌曲发行后获得了乐评的好评。AOL电台的山姆·威尔伯认为“这支单曲以其拍动的节拍和好听的副歌注定会成为电台热门和现场演唱的首选。”Alt Sounds的休·霍普金斯评论称：“歌曲副歌旋律无比抓耳，在大型节日上应能引起盛大的合唱。瑞恩·泰德的演唱固然是歌曲的灵魂，但查克·费尔金斯在副歌和声的协作也为歌曲锦上添花。”
一些乐评认为本歌曲与芙蘿倫絲機進份子的歌曲相似。Pop Crush的斯科特·谢尔特给予了歌曲三星评分（满分五星），写道：“《再次心動》快节奏的拍手声和加强的疊句听起来和《Dog Days Are Over》极其相似，乐队也许可以在制作人员清单上加上‘芙蘿倫絲機進份子伴唱’这句话了。”Idolator的克里斯蒂娜·李亦表示歌曲受到芙蘿倫絲機進份子的影响，表示“也许是歌曲的拍手声，也许是鼓点声，也许是瑞恩·泰德充满希望的演唱，抑或是他演唱的高低起伏。不管是哪一种，共和世代的新单曲让我们想起了芙蘿倫絲機進份子的突破单曲《Dog Days Are Over》。”

## 音乐录像带
歌曲的音乐录像带于2012年7月31日到8月2日在加利福尼亚州旧金山附近的红树林拍摄，并于8月28日在Vevo首播。录像带以瑞恩·泰德在日落的舊金山灣落叶地行走为开头。泰德俯身拾起了一个发光的黄球，并看见了一束类似于黄色光线的东西。泰德跟着光走。接着镜头切至一布满光线的背景下，乐队以此为背景演唱，周围聚集了随音乐舞动的人群。黄球位于泰德心脏附近，透过衣服闪闪发光，暗示了泰德从心灰意冷到重拾本心。录像带以航拍的树林和升起的太阳结束。
Idolator的卡尔·维洛特对录像带持正面评价，称：“超色的光芒衬托着泰德沸腾而轻松的演唱，整个包装效果显得欢快、色彩鲜艳、接地气。就像美味的音乐录像带沙拉一般。”Pop Crush的艾米·萨热多评论道：“《再次心動》不能以华丽的图像效果让你惊叹，但它却能让你专注听着这首歌曲。”

## 曲目列表
- 数字下载[17]

1. "Feel Again" – 3:05

- CD单曲[18]

1. "Feel Again" (album version) – 3:05
2. "Feel Again" (Tai remix) – 5:33

## 榜单成绩与销售认证
| 榜单（2012年-2013年）                     | 最高 排位 |
| ----------------------------------------- | --------- |
| 奥地利（Ö3四十强单曲榜）                  | 19        |
| 比利时佛兰德（Ultratop五十强单曲榜）      | 17        |
| 加拿大（Canadian Hot 100）                | 59        |
| 德国（德國官方單曲榜）                    | 9         |
| 卢森堡（《告示牌》）                      | 7         |
| 斯洛伐克（電台百強單曲榜）                | 35        |
| 瑞士（瑞士热门音乐榜）                    | 34        |
| 美国（《告示牌》百大單曲榜）              | 36        |
| 美國（《告示牌》Adult Alternative Songs） | 19        |
| 美國（《告示牌》成人當代單曲榜）          | 26        |
| 美國（《告示牌》Adult Pop Airplay）       | 8         |
| 美國（《告示牌》Pop Airplay）             | 19        |

| 榜单（2012年）     | 排位 |
| ------------------ | ---- |
| 德国（媒体控制榜） | 99   |

| 地區                                  | 认证 | 认证单位/销量 |
| ------------------------------------- | ---- | ------------- |
| 加拿大（加拿大音乐协会）              | 金   | 40,000*       |
| 美国（美國唱片業協會）                | 金   | 1,000,000     |
| *僅含認證的實際銷量 ^僅含認證的出貨量 |      |               |